# Garcinia sampitana
Garcinia sampitana är en tvåhjärtbladig växtart som beskrevs av Friedrich Ludwig Diels. Garcinia sampitana ingår i släktet Garcinia och familjen Clusiaceae. Inga underarter finns listade i Catalogue of Life.